# Хартфорд (Вермонт)
Ха́ртфорд (англ. Hartford) — город в округе Уинсор, штат Вермонт, США. Согласно данным переписи населения США 2010 года, численность населения города составляла 9 952 человек.

## История
Хартфорд был основан в 1716 году Беннингом Вентвортом, губернатором провинции Нью-Гэмпшир.

## География
Город находится в восточной части штата Вермонт, вблизи с административной границей со штатом Нью-Гэмпшир, на берегах реки Уайт-Ривер, на расстоянии приблизительно 67 километров к юго-юго-востоку (SSE) от Монтпилиера, административного центра штата. Абсолютная высота — 160 метров над уровнем моря.

Согласно данным бюро переписи населения США, площадь территории города составляет 118,9 км², из которых, 116,5 км² приходится на сушу и 2,4 км² (то есть 2,02 %) на водную поверхность.

## Демография
По данным переписи населения 2000 года в Хартфорде проживало 10 367 человек, 2800 семей, насчитывалось 4509 единиц домашних хозяйств и 5493 жилых домов. Средняя плотность населения составляла около 47 человек на один квадратный километр.

Расовый состав города по данным переписи распределился следующим образом: 97,02 % белых, 0,55 % — афроамериканцев, 0,31 % — коренных американцев, 0,88 % — азиатов, 0,03 % — выходцев с тихоокеанских островов, 1,05 % — представителей смешанных рас, 0,16 % — других народностей. Испаноговорящие составили 0,85 % от всех жителей города.
Из 4509 домашних хозяйств в 28,7 % — воспитывали детей в возрасте до 18 лет, 48,8 % представляли собой совместно проживающие супружеские пары, в 10,2 % семей женщины проживали без мужей, 37,9 % не имели семьи. 30,6 % от общего числа семей на момент переписи жили самостоятельно, при этом 10,9 % составили одинокие пожилые люди в возрасте 65 лет и старше. Средний размер домашнего хозяйства составил 2,28 человек, а средний размер семьи — 2,86 человека.
Население города по возрастному диапазону по данным переписи 2000 года распределилось следующим образом: 23,4 % — жители младше 18 лет, 5,9 % — между 18 и 24 годами, 29,3 % — от 25 до 44 лет, 26,7 % — от 45 до 64 лет и 14,7 % — в возрасте 65 лет и старше. Средний возраст жителей составил 40 лет. На каждые 100 женщин в Брэттлборо приходилось 89,9 мужчины, при этом на каждые сто женщин 18 лет и старше приходилось 86,9 мужчин также старше 18 лет.
Средний доход на одно домашнее хозяйство в городе составил 42 990 долларов США, а средний доход на одну семью — 51 286 долларов. При этом мужчины имели средний доход в 35 969 долларов США в год против 27 073 долларов среднегодового дохода у женщин. Доход на душу населения в городе составил 22 792 доллара в год. 5,3 % от всего числа семей в городе и 8,5 % от всей численности населения находилось на момент переписи населения за чертой бедности, при этом 8,8 % из них были моложе 18 лет и 4,9 % — в возрасте 65 лет и старше.